# Partit dels Pobles de Nigèria Unida
El Partit dels Pobles de Nigèria Unida (United Nigeria People's Party) fou un partit polític a Nigèria dirigit per Donald Etiebet format al final de la dictadura del General Sani Abacha. Va succeir el Partit Democràtic Unit de Nigèria.
El 2002 va fer aliança amb el Partit de Tots els Pobles sota el nom de Partit dels Pobles de Tota Nigèria. Van concórrer a les eleccions legislatives del 12 d'abril del 2003 i el partit en les circumscripcions a les quals optava va guanyar 2,8% de vot popular i 2 escons de 360 a la Cambra de Representants de Nigèria (cap al Senat).  Posteriorment els dos partits van consolidar la seva unió i el 2012 fou desregistrat.